# Liste der Kulturdenkmäler in Datzeroth
In der Liste der Kulturdenkmäler in Datzeroth sind alle Kulturdenkmäler der rheinland-pfälzischen Ortsgemeinde Datzeroth aufgeführt. Grundlage ist die Denkmalliste des Landes Rheinland-Pfalz (Stand: 9. Februar 2023).

## Einzeldenkmäler
| Bezeichnung   | Lage               | Baujahr         | Beschreibung | Bild                           |
| ------------- | ------------------ | --------------- | --- | ------------------------------ |
| Straßenbrücke | Dorfstraße Lage    | 1909            | Straßenbrücke, vierbogig, Bruchstein, 1909                                                                                        | weitere Bilder Fotos hochladen |
| Hofanlage     | Dorfstraße 26 Lage | 18. Jahrhundert | Hofanlage; Fachwerkhaus, teilweise massiv, 18. Jahrhundert, Stall und Scheune Fachwerk, teilweise massiv, 18. und 19. Jahrhundert | weitere Bilder Fotos hochladen |